# Rophites canus
Rophites canus (лат.) — редкий вид пчёл из подсемейства Rophitinae семейства Halictidae. Важный опылитель бобовых растений, включая люцерну. Включён в Международный Красный список МСОП, Красные книги Молдовы и многих регионов России.

## Распространение
Палеарктика. От Бельгии до европейской части России и от Болгарии до Польши. Средняя Азия, Крым, Кавказ. Франция, Венгрия, Германия, Италия, Латвия, Литва, Румыния, Словакия, Украина, Чехия. Также обнаружен восточнее, например в Чувашии, Башкортостане, Забайкалье, Монголии (Hovd, Töv, Selenge, Dornod), Корейском полуострове и на северо-востоке Китая.

## Описание
Средней величины пчёлы (длина около 8 мм) чёрного цвета с белым опушением. Переднее крыло с двумя радиомедиальными ячейками. Брюшко удлинённое. Гнёзда устраивает в почве. Селятся большими колониями (до 100,000 гнёзд с плотностью до 130 гнёзд/м2) на опушках леса и полянах, в степях. Опыляет бобовые, включая люцерну (Medicago), вязель разноцветный, люцерна посевная, клевер луговой, клевер ползучий, люцерна серповидная и лядвенец рогатый (Fabaceae). Из других семейств собирает пыльцу на таких растениях как короставник полевой (Dipsacaceae); вьюнок полевой (Convolvulaceae); окопник лекарственный (Boraginaceae); норичник узловатый (Scrophulariaceae); белокудренник чёрный (Lamiaceae); подорожник средний (Plantaginaceae); лук репчатый (Liliaceae); василёк синий, одуванчик лекарственный, бодяк полевой и пижма обыкновенная (Asteraceae).

## Систематика
Rophites canus включён (Michener, 2000, 2007) в состав подрода Rhophitoides (как часть род Rophites). Однако, некоторые авторы (Песенко, Астафурова, 2006; Астафурова, 2014) считают подрод Rhophitoides отдельным от Rophites самостоятельным таксоном родового уровня и называют вид как Rhophitoides canus.

## Охранный статус
Редкий вид, включённый в Красную книгу Молдовы, Германии, Швейцарии, Красные книги многих регионов России, в том числе таких как Астраханская область, Республика Дагестан, Пензенская область, Саратовская область, Республика Ингушетия, Кабардино-Балкарская Республика, Ставропольский край, Чеченская Республика, Республика Хакасия, Челябинская область, Белгородская область, Курская область, Липецкая область, Рязанская область, Республика Адыгея.